# كأس اليونان 1976–77
كأس اليونان 1976–77 (باليونانية: Κύπελλο Ελλάδος ποδοσφαίρου ανδρών 1976-77)‏ هو الموسم 35 من كأس اليونان. أشرف على تنظيمه الاتحاد الإغريقي لكرة القدم، وكان عدد الأندية المشاركة فيه 58، وفاز فيه باناثينايكوس.